# Али Шариф аль-Рифи
Генерал Али Шариф аль-Рифи был командующим ливийских Воздушных сил до 2011, пока военно-воздушные силы не были уничтожены бомбёжками. Он, как теперь сообщают, живет в Нигере.

## Ливийский командующий Военно-Воздушных сил
В 1991 Али Шариф аль-Рифи, названный как полковник Рифи Али аль-Шариф, был перечислен на Фактических данных, которые обеспечили дополнительную информацию о бомбежке Рейса 103 Pan Am, выпущенного с Окружным судом Соединенных Штатов для Района обвинительного акта Колумбии против Абдельбасета аль-Меграхи и Лэмина Хэлифы Фхимы в случае бомбежки Локерби. Али Шариф аль-Рифи играл большую роль в попытках Ливии помочь аль-Меграхи приобрести американский самолёт через Бенин. Фактические данные не заявляли, что Али Шариф аль-Рифи был вовлечен в бомбежку Локерби.
В ноябре 2010 Али Шариф аль-Рифи принял бригадного генерала Митэра Ковача от сербского Управления Планирования для развития Главного штаба Вооруженных сил ливийской армии и сил безопасности в Триполи.
Во время ливийской гражданской войны 2011 года аль-Рифи был командующим ливийских Воздушных сил, пока военно-воздушные силы не были уничтожены бомбёжками НАТО.

## Бегство в Нигер
После того, как каддафисты потеряли контроль над Триполи, Али Шариф аль-Рифи, как сообщали, появился в южном ливийском городе Мерзук, прежде чем сбежать в соседний Нигер. После прибытия в Нигер поселился на севере страны в городе Агадес 11 сентября и поселился в отеле Étoile du Ténéré. Мароу Амаду нигерский министр юстиции подтвердил эти сообщения и заявил, что Али Шариф аль-Рифи, наряду с другим генералом Али Кана, был в Агадесе и «хорошо охранялся» даже при том, что он не был в нигерском правительственном здании. 14 сентября сообщалось, что аль-Рифи переехал в нигерскую столицу Ниамей и поселился в Villa du Conseil de l’Entente вместе с сыном Каддафи Саади и командующем южной группировкой войск Али Кана. Villa du Conseil de l’Entente был описан как бунгало с высокими стенами на склоне горы.